# Blackamoor
Blackamoor – wieś w Anglii, w hrabstwie ceremonialnym Lancashire, w dystrykcie (unitary authority) Blackburn with Darwen. Leży 33 km na północny zachód od miasta Manchester i 293 km na północny zachód od Londynu.